# Melichova skala
Melichova skala je přírodní památka v oblasti Poľana.
Nachází se v katastrálním území města Detva v okrese Detva v Banskobystrickém kraji. Území bylo vyhlášeno či novelizováno v roce 1964 na rozloze 0,094 ha. Rozloha ochranného pásma byla stanovena na 2,106 ha.